# Philipp Sarasin

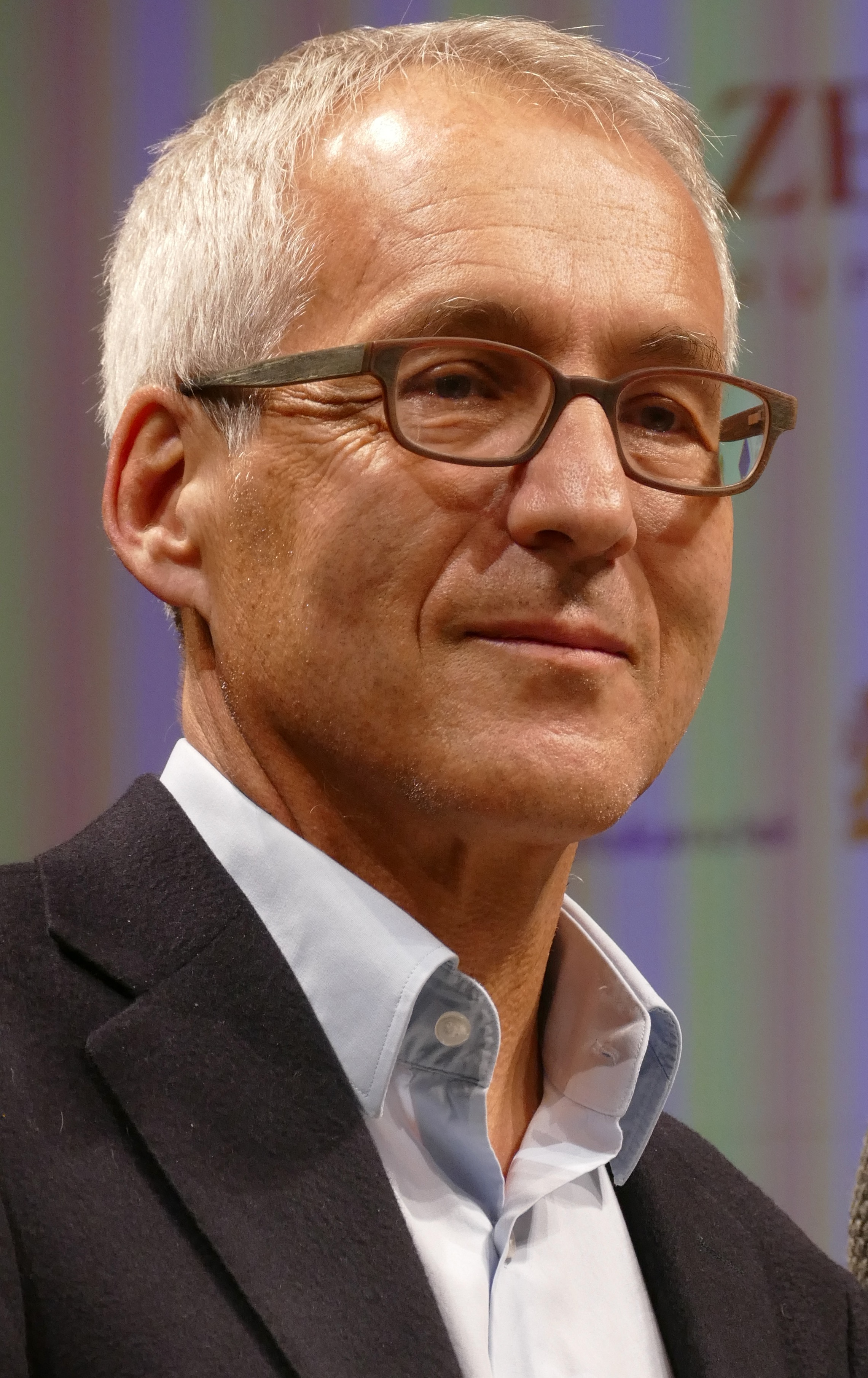
Philipp Sarasin en el Bayerischen Buchpreis 2021

Philipp Sarasin (Basilea, 1 de octubre de 1956) es un autor e historiador suizo, profesor de Historia Moderna en el Departamento de Historia de la Universidad de Zúrich, además de fotógrafo.

## Biografía
Philipp Sarasin, hijo del arquitecto y escultor suizo Theophil Sarasin y su esposa Madeleine Sarasin-Brodbeck, creció en Basilea. Después de graduarse de la escuela secundaria en 1975, estudió historia, Filosofía y Economía en las universidades de Basilea y Heidelberg.
En 1990 se doctoró con una tesis sobre la burguesía de Basilea. Durante su posgrado, trabajó en la École des Hautes Études en Sciences Sociales (EHESS) en París. De 1993 a 2000 fue asistente y profesor en el Departamento de Historia de la Universidad de Basilea. Allí obtuvo su habilitación en 1999 con una tesis sobre la historia del cuerpo en el siglo XIX. 
Desde 2000 es profesor titular de historia general moderna y de Suiza en el Departamento de Historia de la Universidad de Zúrich.
Sarasin es cofundador y miembro del Zentrum Geschichte des Wissens (Centro para la Historia del conocimiento), el consejo asesor científico de la plataforma de Internet H-Soz-u-Kult y editora del programa de gestión de literatura Litlink. Desde 2016 es coeditor de la revista en línea “Geschichte der Gegenwart”. Por sus recientes publicaciones y conferencias sobre Michel Foucault, es considerado uno de los mejores expertos en lengua alemana sobre la obra del historiador francés de las ideas. Su libro Darwin und Foucault. Genealogie und Geschichte im Zeichen der Biologie ha causado revuelo en las páginas de arte alemanas, pero también ha sido criticada en algunos casos.

## Obras
- Stadt der Bürger: Struktureller Wandel und bürgerliche Lebenswelt Basel 1870-1900. Helbing & Lichtenhahn, Basilea 1990, ISBN 3-7190-1107-0 (Disertación, Universidad de Basilea, 1990). 2.ª edición revisada y ampliada: Stadt der Bürger. Bürgerliche Macht und städtische Gesellschaft Basel 1846–1914. Vandenhoeck & Ruprecht, Goettingen 1997, ISBN 3-525-36105-X .
- con Jakob Tanner: Physiologie und industrielle Gesellschaft – Studien zur Verwissenschaftlichung des Körpers im 19. und 20. Jahrhundert. Suhrkamp, Frankfurt am Main 1998.
- Reizbare Maschinen. Eine Geschichte des Körpers  1765–1914. Suhrkamp, Frankfurt am Main 2001, ISBN 3-518-29124-6 .
- Geschichtswissenschaft und Diskursanalyse. Suhrkamp, Fráncfort del Meno 2003, ISBN 3-518-29239-0 .
- Anthrax. Bioterror als Phantasma. Suhrkamp, Fráncfort del Meno 2004, ISBN 3-518-12368-8 .
- Michel Foucault zur Einführung. Junius, Hamburgo 2005, ISBN 3-88506-606-8 ; Quinta edición completamente revisada, 2013, ISBN 978-3-88506-066-6 .
- Como editor, con Silvia Berger, Marianne Hänseler y Myriam Spoerri: Bakteriologie und Moderne. Studien zur Biopolitik des Unsichtbaren 1870–1920. Suhrkamp, Fráncfort del Meno 2007.
- Wie weiter mit Michel Foucault? Hamburger Edition, Hamburgo 2008, ISBN 978-3-936096-97-2 .
- Darwin und Foucault. Genealogie und Geschichte im Zeichen der Biologie. Suhrkamp, Fráncfort del Meno 2009, ISBN 978-3-518-58522-1 .
- 1977. Eine kurze Geschichte der Gegenwart. Suhrkamp, Fráncfort del Meno 2021, ISBN 978-3-518-58763-8 .